# Borazina
Borazina é um composto inorgânico com a fórmula química (BH)3(NH)3. Neste composto cíclico, as três unidades BH e três unidades NH alternam-se. Este composto é isoeletrônico e iso-estrutural com benzeno. Por esta razão borazina é algumas vezes referido como "benzeno inorgânico".